# Betriebssportverband Hamburg

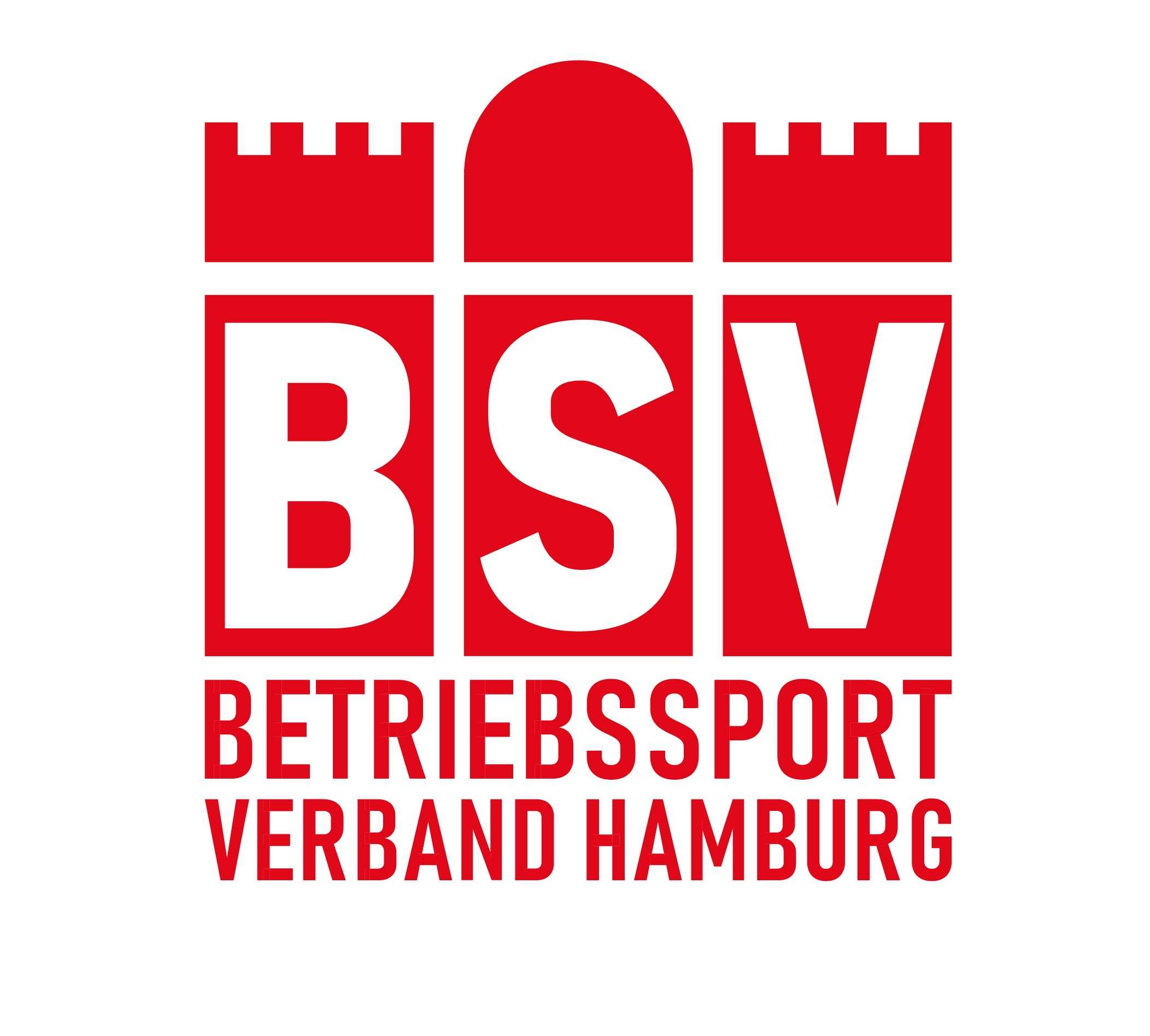
Logo des BSV Hamburg e.V. seit 2024

Der Betriebssportverband Hamburg e.V. (BSV Hamburg, BSV HH), gegründet 1949 (Eintragungsdatum ins Vereinsregister: 23. Januar 1950), ist der sportartenübergreifende Verband der Betriebssportgruppen und -gemeinschaften („BSGen“) in Hamburg. Er hat rund 350 BSGen als Mitglieder, die ihrerseits (Stand: 1. Januar 2024) rund 35.000 Sportler in 32 Sportarten vertreten.
In diversen Sportarten (z. B. Leichtathletik) richtet der BSV Hamburg eigene Landesmeisterschaften aus. Der BSV Hamburg hat 2011 die European Company Sport Games (ECSG 2011) ausgerichtet, die sog. Europameisterschaften der Betriebssportler. 2006 erhielt der Verband den Zuschlag von der EFCS, der European Federation of Company Sports.
Der BSV Hamburg ist Landesverband des Deutschen Betriebssportverbandes und Mitglied im Hamburger Sportbund.